# Иванов, Фирс
Фирс Иванов (1744 (?), село Сурали, Саранский уезд — 1774, Карсун) — активный участник восстания под руководством Емельяна Пугачева.

## Биография
Настоящее полное имя атамана крестьянского отряда — Фирс Иванович Галицкий, в ряде документов, по более распространённому обычаю того времени он фигурирует, как Фирс Иванов сын, Фирска Иванов. Беглый крестьянин из деревни Винновки. К моменту распространения Пугачёвского восстания в Поволжье, Фирсу Иванову было 30 лет, он проживал в селе Сурали Саранского уезда, и вместе со всей семьёй принадлежал к крепостным крестьянам помещика В. А. Киндякова, отставного артиллерийского поручика.
К лету 1774 года повсюду в Поволжье начали распространяться слухи о объявлении воли для всех крестьян от «царя Петра Фёдоровича», так что Фирс, по его позднейшим показаниям, «так и все вотчины крестьяня поверя, и с радостию ожидали приходу ево (Пугачева) к ним, чтоб чрез него освободиться от платежа подушных денег и не быть в повиновении помещику». Пугачёв, растерявший к этому времени большую часть своей армии после поражения у Казани, активно старался привлечь на свою сторону «чёрный народ» — крепостных крестьян и новокрещен из поволжских народов. По деревням были высланы яицкие казаки из ядра его «гвардии» для формирования крестьянских отрядов. Во второй половине июля один из таких отрядов, под командованием яицкого казака Фалкова, прибыл в деревню Сурали. Объявив крестьянам, что тем отныне дарована воля и на 12 лет они освобождены от выплаты подушных и оброчных податей и отправки молодых парней в рекруты, пугачёвцы призвали желающих записаться к ним «в казаки». Фирс, по его показаниям, «самоохотно пошёл к ним в службу», и вместе с отрядом Фалкова проехал по многим ближайшим деревням для объявления пугачёвских указов и созыва добровольцев в его армию. Активно пополнявшийся крестьянами отряд разорял помещичьи усадьбы, делил помещичье имущество между крестьянами, казнил не успевших бежать помещиков, приказчиков и чиновников.
К исходу июля 1774 года отряд Фалкова соединился с основной армией Пугачёва под Саранском и участвовал в походе к Пензе, встретившей «императора Петра Фёдоровича» хлебом-солью и колокольными звонами. По словам Фирса Иванова, Пугачёв не произвёл на него никакого «царственного» впечатления. От Пензы, авангардный отряд Фалкова был выслан в направлении к Петровску, чтобы взять его самостоятельно или провести разведку для штурма основной армией. К этом времени Фирс посчитал, что роль рядового казака его не устраивает и с тремя земляками он оставил отряд и направился к родным местам. Представляя себя представителем «амператора», в кождом встречном селе он оглашал пугачёвские указы, даровал от его имени волю и пополнял свой маленький отряд добровольцами. Он объехал таким образом несколько десятков деревень Присурья — Шерчис, Труево, Садом, Тазино, Бузаево и многие другие. Пользуясь тем, что основные правительственные силы были заняты противостоянием с главной армией восставших, Фирс в течение августа был полноценным хозяином положения в родном уезде.
Выбрав в качестве базы для своего отряда деревню Березники, Иванов с помощью кузнецов села обеспечил всех в отряде железными рогатинами, на вооружении были также несколько ружей и даже две пушки. Отряд непрерывно пополнялся десятками крестьян из окрестных сёл. Несмотря на поражение у села Дубровки и неудачу похода на соединение с основной армией Пугачёва, взявшей Саратов, боевой дух не был утрачен. 21 августа отряд отправился к городу Карсун и занял Пушкарскую слободу, где был встречен местными посадскими жителями хлебом и солью. Захватив 400 рублей из местной соляной конторы, повстанцы в течение недели удерживали город под своей властью. В это время, узнав о захвате Карсуна, к городу из Симбирска направилась воинская команда во главе с комендантом полковником А. П. Рычковым (сыном оренбургского учёного, первого историографа Пугачёвщины, академика П. И. Рычкова). По словам Фирса, его отряд составлял к этому времени более трёхсот человек, он вышел встретить команду Рычкова из города «в поле против оной команды, где и зделали сражение, на котором ту команду разбили, и самого коменданта убили досмерти, да и солдат человек с тридцать, а достальных пятьдесят человек взяли в полон, и все у них ружья, тесаки, также и порох отобрали, которых и держали под караулом».
По словам оставшегося в живых члена правительственного отряда прапорщика Федотьева, отряд Фирса проявил изрядную выучку и стойкость в бою против сотни пехотинцев и 150 уланов Рычкова. Сумев в начале боя отбить атаку конницы и обратить улан в бегство, восставшие крестьяне окружили каре во главе с Рычковым и, несмотря на беглый ружейный огонь, не прекращали натиск. Рычков попытался прорвать окружение с помощью штыковой атаки, но крестьяне выстояли и в ходе ожесточённого боя множество солдат во главе с полковником Рычковым и капитаном Крыжиным были убиты.
В это время в Саранский уезд уже были направлены генералом П. М. Голицыным два армейских батальона подполковника С. В. Неклюдова и полковника А. Ф. Обернибесова. Уже на следующий же день после боя с отрядом Рычкова, повстанцы Фирса Иванова были полностью разбиты и рассеяны батальоном Неклюдова. Но боевой дух членов его отряда не был утерян. Укрывшись в лесах в низовьях Суры, отряд Фирса Иванова постепенно вновь пополнился крестьянами окрестных деревень, начались регулярные вылазки. Стремясь воздействовать на Иванова через его родню, власти арестовали его супругу и всех родственников — всего 15 человек. Для противодействия его партизанским рейдам были назначены сводные команды из донских казаков, армейских гусар и драгун Нарвского полка под общим командованием полковника И. А. Татищева, а также батальон полковника Обернибесова. В октябре, при попытке нападения на винокуренный завод графа А. П. Шувалова, отряд Фирса Иванова столкнулся с командой донских казаков, был разбит и полностью рассеян. В течение недели Фирс с частью своих людей скрывался в лесах, получая помощь от крестьян, но 10 октября был пленён донскими казаками сотника Птахина у села Чумакина в низовьях Суры. Птахин докладывал в рапорте командующим Панину и Суворову, что окружив отряд Иванова, «хотя и немалое время руженою пальбою с ним дрался», но «как самого атамана, так и протчих партизанов, всего девять человек, взял в плен и отконвоировал их на винокуренный завод в село Шкафты, откуда и намерен доставить их в Симбирск».
Пленённого Фирса Иванова сначала отправили в воеводскую канцелярию в Саранск, но затем граф Панин потребовал доставить его в Симбирск, где в это же время секретная следственная комиссия вела допросы Емельяна Пугачёва. Иванова доставили в Симбирск 4 ноября, в ходе допросов следователей особенно интересовал вопрос награбленных в помещичьих усадьбах денег. Фирс сказал, что 150 рублей серебром хранились в его семье, 50 рублей были отняты у него при аресте, а медные деньги он всегда раздавал крестьянам — «в рассуждении того, чтоб они охотнее шли в службу к нему и всем бы его делам последовали». 6 и 12 ноября Симбирская провинциальная канцелярия провела два допроса Фирса с применением пыток, но тот не сказал ничего, сверх уже показанного при аресте. Допрашивать его далее следователи опасались, считая, что он может умереть, избежав таким образом публичной казни. 10 ноября генерал-аншеф Панин доносил Екатерине: 

«…Известный под именем Фирса Иванова разбойнический атаман на сих днях пойман. По окончании следствия получит он по государственным законам на карсунской площади, а голова его отошлется на место его рождения…»
Сам же Панин и определил порядок казни крестьянского атамана в Карсуне: «отрубить прежде руку и ногу, а потом голову, и мерской ево труп положить на колесо, а голову, руку и ногу
взоткнуть на колья; куда на сию кару ево из Синбирска и отправить». Затем останки следовало отправить в родную деревню Фирса Сурали, и там воткнуть их на колья, а рядом установить во устрашение орудия казни — виселицу, глаголь и колесо. Казнь была проведена в первых числах декабря 1774 года.